# Улюблениця Клаппа
Улюблениця Клаппа — літній сорт груші, отриманий 1860 р. Тадеушом Клаппом в США з насіння сорту Лісова красуня.

## Опис

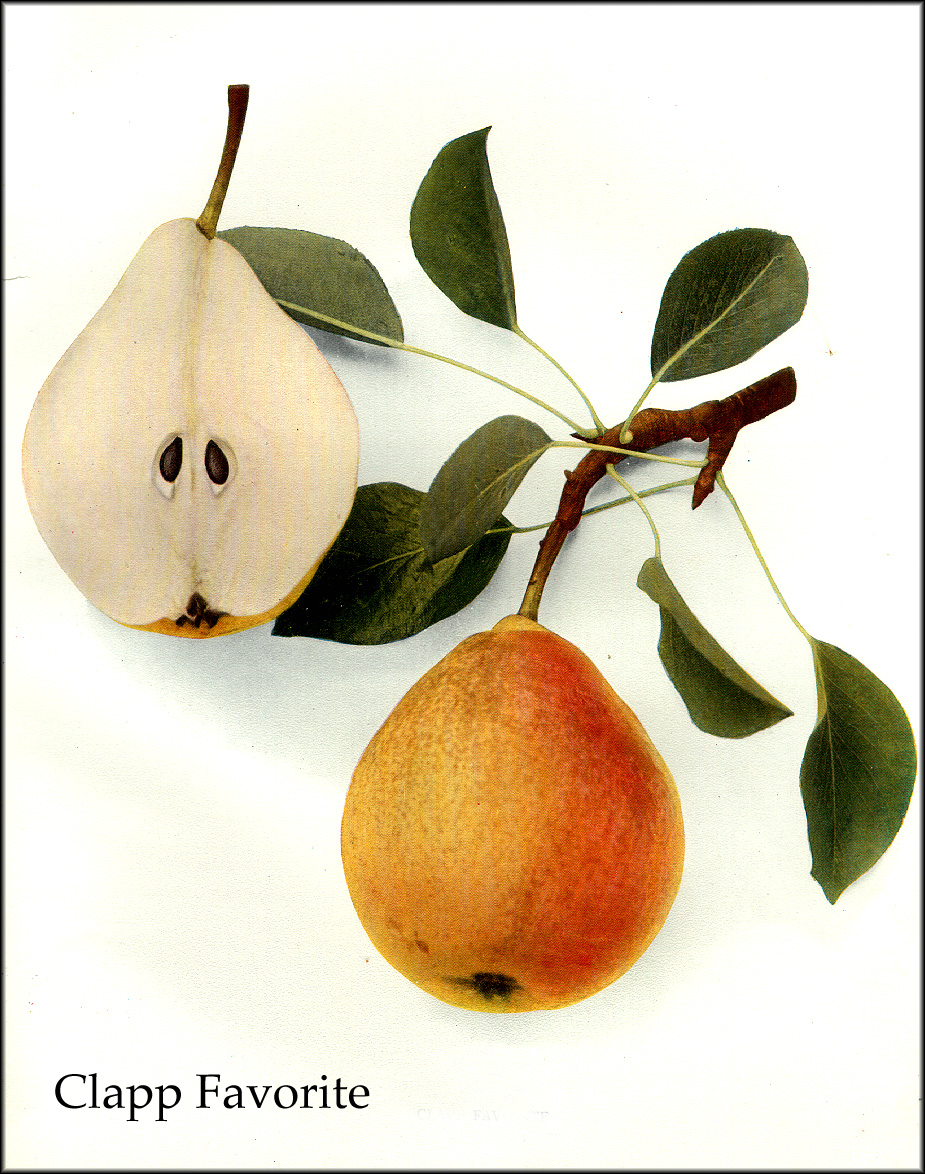
Ілюстрація Улюблениці Клаппа, 1921 р.

Дерево від середньо- до сильнорослого. У молодому віці швидкоросле, утворює негусту, пірамідальну крону; з віком крона стає широкоокруглою, зрідка, зі злегка звислими гілками. Основні гілки товсті, слаборозгалужені, відходять від стовбура під кутом 45°. Кора на штамбі слабо лущиться, на основних гілках гладка, буро-сіра; деревина нетривка, тендітна.
Пагони довгі, товсті, прямі, темно-коричневі, з фіолетовим відтінком, короткими міжвузлями; чечевичек багато, сірого кольору. Листя середньої величини, еліптичні або овально-яйцеподібні, звужені до основи, короткозагострені, блискучі, шкірясті, неопушені, з дрібнопилчатими краями, темно-зеленого кольору. Черешок довгий, тонкий, світло-зелений, голий.
Квітки білі, великі, махрові, зібрані по 6-7 в суцвітті. Цвітіння середньопізнє, тривале.
Плоди вище середньої величини, а на молодих деревах великі, яйцеподібно-витягнутої форми. Шкірочка гладенька, ніжна. Основне забарвлення при дозріванні жовте, на освітленій стороні плоду яскравий карміновий рум'янець. Поверхня плоду покрита помітними дрібними підшкірними крапками. Іноді біля основи вершини плода є слабка іржвість у вигляді невеликих цяток. Плодоніжка середньої довжини і товщини або товста, злегка вигнута, в місці прикріплення потовщена. Воронка дуже дрібна, або повністю відсутня. Чашечка відкрита, блюдце дрібне, вузьке, злегка складчате або зовсім гладке. Серцевинка слабо виражена, середньої величини, широкоеліптичної форми. Насінні камери середніх розмірів, яйцеподібні, вісь порожниста. Насіння дрібне, темно-коричневе.

### Плоди

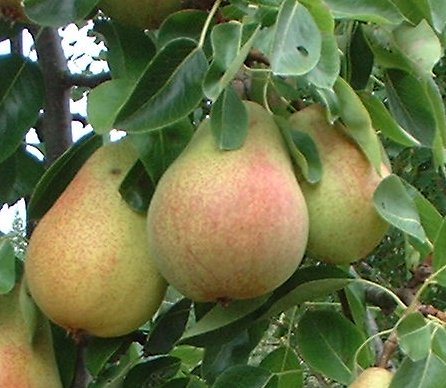
Плоди Улюблениці Клаппа на дереві

Плоди середньої або вище середньої величини —130—180 г, на молодих деревах та айві — 240–330 г, грушоподібні. Шкірочка щільна, лимонно-жовта, блискуча, з сонячного боку з розмитим, світло-червоним рум'янцем, плоди досить нарядні (4,7—4,9 бала). М'якуш білий, ніжний, танучий, дуже соковитий, кислувато-солодкий, високих смакових якостей (4,6—4,8 бала). Містить: сухих речовин — 13,7%, цукрів — 8,3%, титруємих кислот — 0,4%, аскорбінової кислоти — 6,6 мг/100г, Р-активних катехінів — 39,4 мг/100г сирої речовини.
Знімна зрілість плодів в Україні настає в кінці липня, як тільки вони починають жовтіти. Лежкість 10-15 днів, перестиглі плоди «пухнуть». Занадто раннє і занадто пізнє знімання плодів негативно позначається на їх якості. До настання біологічної зрілості плоди міцно тримаються на дереві, при дозріванні схильні до осипання. У зв'язку з цим плоди слід знімати днів за 10 до настання зрілості. Транспортабельність їх непогана. Споживаються плоди, в основному, у свіжому вигляді. Придатні для виготовлення компотів (оцінка 4 бали). Для консервування на компоти найкращою стадією зрілості плодів є початок пожовтіння та пом'якшення м'якоті. У сушінні зрілі плоди дають хорошу продукцію з оцінкою якості 4 бали.

## Вирощування

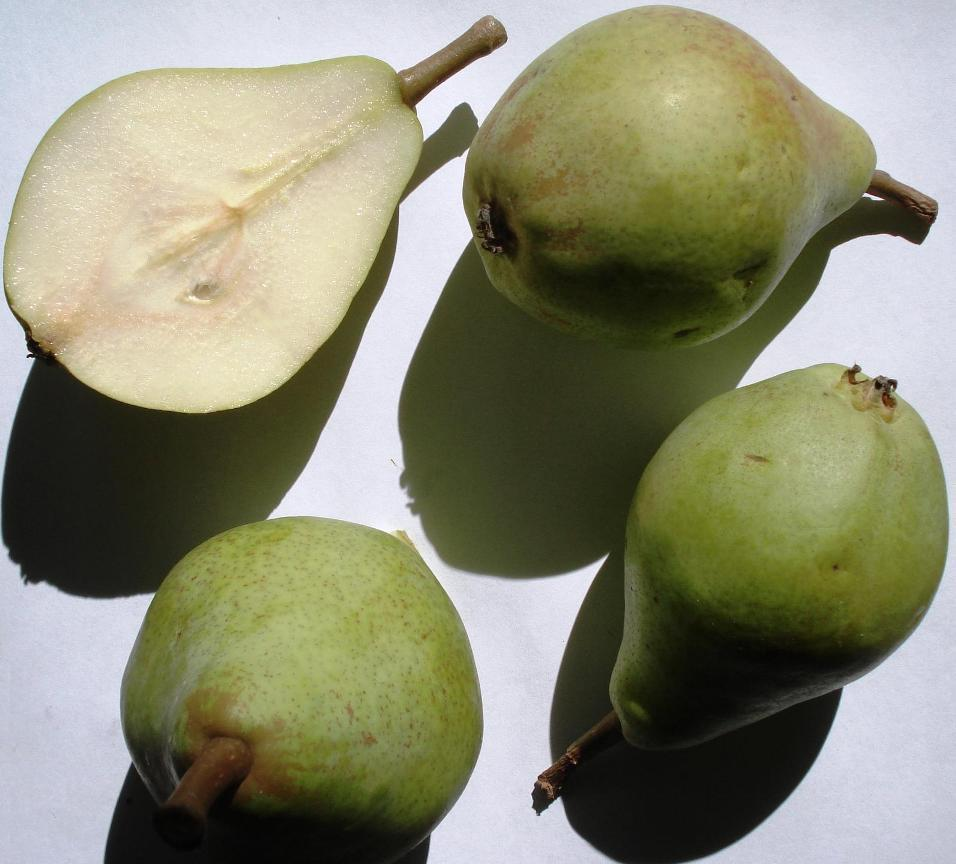
Улюблениця Клаппа у розрізі

Сорт самобезплідний. Найкращі запилювачі:
- Бере Жиффар,
- Вільямс,
- Іллінка,
- Скороспілка із Треву,
- Добра Луїза,
- Лісова красуня,
- Олів'є де Серр,
- Олександрівка,
- Бере Боск,
- Бере Гарді,
- Бере Лігеля,
- Бере Арданпон,
- Деканка зимова.

До ґрунту особливо невимогливий, але на легких ґрунтах починає плодоносити раніше, ніж на важких глинистих. Погано росте на вологих ґрунтах, слабо дренованих, засолених і з близьким заляганням галечникового шару. У посушливих умовах плоди бувають дрібними і сильно пошкоджуються медяницею.
У пору плодоношення вступає на 7-8 рік, на айві — на 4—5-й рік після садіння. Нарощується врожай поступово, добре починає плодоносити на 12—15-й рік. Середня врожайність за чотири роки (12—15-й рік) на груші лісовій становить 58 кг (242 ц/га), на айві — 46,5 кг з дерева (232,5 ц/га). Зимостійкість і посухостійкість високі. Стійкість до парші середня.

## Районування
Один з найбільш поширених літніх сортів груші. Поширений в Україні, Молдові, Білорусі, країнах Балтії і Середньої Азії. Поширений також на Кавказі і Нижневолзькому регіоні Росії. Один з найкращих літніх сортів для виробництва, а також для присадибних та фермерських садів.

## Переваги сорту
- Добра зимостійкість,
- невимогливість до ґрунтових умов,
- регулярне плодоношення,
- привабливий вигляд,
- хороші смакові якості плодів.

## Недоліки сорту
- Недостатня міцність прикріплення плодів при дозріванні,
- короткий термін зберігання плодів,
- сильнорослість,
- пізній вступ у плодоношення дерев.

## Селекція
Широко використовується в селекції. За участю Улюблениці Клаппа виведено близько двадцяти нових сортів.